# Rosalba alcidionoides
Rosalba alcidionoides là một loài bọ cánh cứng trong họ Cerambycidae.